# Четверикова, Татьяна Георгиевна
Татьяна Георгиевна Четверикова (род. 30 сентября 1949, Омск) — русская поэтесса, искусствовед, критик.

## Биография
В раннем детстве начала писать стихи, впервые её произведения были опубликованы в газете «Молодой сибиряк» в 1966 году. Окончила с серебряной медалью в 1967 году среднюю школу № 8.
Позже стала работать корреспондентом в газете «Призыв» Омского района. 
В 1971 году поступила в Литературный институт им. А. М. Горького при Союзе писателей СССР на факультет поэзии на заочное отделение, в этом же году вступила в Союз журналистов и начала работать в газете «Сельский строитель». После окончания Литературного института в 1976 году работала в газете «Призыв» заведующей отделом писем. 
В 1977 году вышла её первая книга — сборник стихов «Мелодия». 
С 1978 года руководила литературным объединением при областной писательской организации. В 1980 году вступила в Союз писателей СССР. 
В 1990 году подписала «Письмо 74-х». 
С 1984-го по 1995 год заведовала редакцией художественной и детской литературы в Омском книжном издательстве. 
В 1997 году начала работать редактором—составителем «Книги памяти жертв политических репрессий». С 1997 года руководитель студенческой «Поэтической мастерской» при научной библиотеке ОмГТУ.
В 2000—2005 гг. ответственный секретарь омской областной общественной организации Союза писателей России. 
Автор 13 поэтических сборников, книг для детей и взрослых. Редактор множества поэтических книг. Член редколлегии журнала «Сибирские огни». 
Лауреат областной премии Омского комсомола и областной премии им. Л. Н. Мартынова. 
Лауреат премии имени П. П. Бажова за книгу «После лета» (2007). 
Лауреат Всероссийской литературной премии имени Ершова в номинации «Поэзия для детей» за книгу «Лягушонок и компания» (2008). 
Заслуженный работник культуры РФ. 
Член Союза писателей России.
Живёт и работает в Омске. Имеет двух детей.
В 2009 году включена в Книгу Почёта деятелей культуры города Омска.

## Книги
- Мелодия (Новосибирск, 1977)
- Сестра: Стихи / Татьяна Четверикова; [Худож. Т. В. Филиппова], 95 с. ил. 16 см, Новосибирск Зап.-Сиб. кн. изд-во 1979
- Голубое окно: Стихи / Татьяна Четверикова; [Худож. И. А. Санин], 80 с. ил. 17 см, Омск Кн. изд-во 1982
- Ночной снегопад: Стихи / Татьяна Четверикова, 111 с. 17 см, Омск Кн. изд-во 1985
- Ладонь: Кн. стихов / Татьяна Четверикова; [Худож. В. А. Аппель], 94,[1] с. ил. 17 см, Омск Кн. изд-во 1988
- Хитрый дождик: [Стихи: Для детей] / Т. Четверикова; [Худож. В. Аппель], [18] с. цв. ил. 26 см, Омск. Кн. изд-во 1991
- Портрет на память: Стихи / Татьяна Четверикова; [Худож. А. Орешков], 70,[1] с. ил. 17 см, Омск Кн. изд-во 1992
- Романс для осенней гитары: Стихи / Татьяна Четверикова. — Омск: Б. и. , 1997 . — 31 с.; 20 см.
- Сентябрь: Избр. стихи / Татьяна Четверикова. — Омск: Кн. изд-во, 1999 .- 160 с.: портр.; 17 см.
- Росчерк дождя: стихи из ежедневника / Татьяна Четверикова.- Омск: ЛЕО , 2002 . — 63 с.; 10 см.
- Сквозь снегопад: [стихи] / Татьяна Четверикова; [предисл. А. Горшенина] .- Новосибирск: Поэт. б-ка журн. «Сибирские огни» , 2002 . — 127, [1] с. ; 17 см.
- Две часовни // в сборнике: День города / Владимир Макаров; Голубиная башня / Олег Клишин; Две часовни: [к сб. в целом: стихотворения] / Татьяна Четверикова; [худож. А. Галковский]. — Омск: Ом. кн. изд-во, 2002. — 95, [1] с.: ил.; 17 см.)
- После лета: новые стихи / Татьяна Четверикова. — Омск : [б. и.], 2007. — 90, [1] с.; 20 см
- Лягушонок и компания. Стихи для детей. / Татьяна Четверикова. — Омск, 2007
- Две стороны одной луны. Хроника моей любви./Татьяна Четверикова. — Омск, 2009
- И опять приходит сказка в этот дом./Татьяна Четверикова. — Омск, 2009
- Ветвь. Стихи - Омск: издательство "Синяя птица", 2016
- Городское дерево: стихи. — Омск: Наука, 2020. — 191 с.: порт.; 19 см.